# Set de poder
Set de poder (títol original: The Pope of 'Greenwich Village) és una pel·lícula estatunidenca dirigida per Stuart Rosenberg, estrenada l'any 1984. Ha estat doblada al català.

## Argument
Little Italy a Nova York: Charlie i el seu cosí Paulie són treballadors desafortunats. Charlie és tranquil, però el comportament cretí de Paulie no els aporta més que problemes. Després, Paulie té la idea de rebentar la caixa forta d'una petita empresa. Amb l'ajuda d'un especialista, ho aconsegueixen. Un cop fet, s'adonen que els 150.000 dòlars robats pertanyen a un cap mafiós, aquests diners havien de servir per corrompre la policia local. El pistoler descobreix fàcilment la culpabilitat de Paulie. Intenta doncs de trobar la resta de la banda.
La relació complexa entre Charlie i Paulie recorda la que uneix Charlie Cappa (Harvey Keitel) i Johnny Boy (Robert De Niro) en Mean Streets.

## Repartiment
- Mickey Rourke: Charlie
- Eric Roberts: Paulie
- Daryl Hannah: Diane
- Kenneth McMillan: Barney
- Burt Young: Eddie
- Tony Musante: Pete
- M. Emmet Walsh: Burns
- Jack Kehoe: Bunky
- Thomas A. Carlin: Walsh
- Geraldine Page: la Sra. Ritter
- Philip Bosco: El pare de Paulie
- Val Avery: Nunzi
- Joe Grifasi: Jimmy
- John Finn: Ginty
- Tony DiBenedetto: Ronnie
- Tony Lip: Frankie
- Linda Ipanema: Cooky
- Ronald Maccone: Nicky
- Betty Miller: Nora
- Leonard Termo: Fat Waldo
- Marty Brill: Mel

## Nominació
Geraldine Page va obtenir una nominació als Premis Oscar de 1984 a l'Oscar a la millor actriu secundària.